# Памятный знак в честь строительства ДП № 9
Памятный знак в честь строительства ДП № 9 — достопримечательность в Металлургическом районе города Кривой Рог.

## История
30 июня 1972 года был заложен первый бетон в центральный котлован комплекса доменной печи № 9.
7 ноября 1974 года произошло торжественное открытие памятного знака.
30 декабря 1974 года самая большая на то время домна мира выдала первый чугун.

## Характеристика
Установлен в Металлургическом районе на Новодоменной площади, напротив въезда в комплекс доменной печи.
Памятный знак построен по проекту инженера В. А. Шульгина, изготовлен на заводе «Криворожсталь».
Композиция состоит из половин двух эллипсовидных труб, большая ось каждой — 3,16 м, малая — 2,8 м и разной высоты 18,6 и 21 м соответственно. Половины труб находятся друг к другу на расстоянии 1,6 м и скреплены по центру на высоте 9,3 м прямоугольной плитой размерами 6 м ширины и 7,5 м высоты. На высоте 2,6 м конструкция опоясана  металлической памятной доской в виде кольца диаметром 10 м и высотой 3 м. Внизу половинки труб зафиксированы шестью специальными промышленными креплениями. Рельефные надписи размещаются на фасадной половинке первой трубы и на мемориальной доске. На трубе размещена надпись «ДП-9».